# Бібліотека імені Василя Кучера
Бібліотека імені Василя Кучера — публічна бібліотека у Києві, входить до складу Централізованої бібліотечної системи Деснянського району. Заснована в 1971 році. Розташована за адресою — вулиця Ореста Левицького, 9/21 (мікрорайон Лісовий масив).
Площа приміщення становить 687,3 м². Фонди бібліотеки нараховують більше 42 тисяч примірників книг, періодичних видань та аудіовізуальних документів.
Обслуговування здійснюється через абонемент (для дорослих та для юнацтва) та читальний зал. Використовуються можливості МБА, пропонуються послуги індивідуального інформування. Щороку бібліотеку відвідує близько 5 тисяч користувачів. Загальна кількість відвідувань за рік — 30 тисяч, книговидач — 101 тисяча примірників.
Бібліотека має Інтернет-центр з безкоштовним доступом користувачів в Інтернет. 
В бібліотеці працює музей Василя Кучера, де представлені матеріали, присвячені життю і творчості українського письменника Василя Кучера. Також створена книжкова виставка книг, написаних письменником «Співець епічної музи».
У 2003 році, за спонсорської підтримки депутата Київської міської ради Михайла Поживанова, приміщення бібліотеки було відремонтовано.